# 양도초등학교 (인천)
양도초등학교는 대한민국 인천광역시 강화군 양도면 삼흥리에 있는 공립 초등학교이다.

## 학교 연혁
- 1908년 4월 1일 : 사립보창학교 설립
- 1918년 4월 1일 : 사립흥천학교 개칭
- 1929년 12월 22일 : 양도공립보통학교 개편 인가
- 1938년 4월 1일 : 양도공립심상소학교 개칭
- 1941년 4월 1일 : 양도공립국민학교 개칭
- 1981년 3월 1일 : 병설유치원 설립인가
- 1996년 3월 1일 : 양도초등학교로 개칭
- 2008년 4월 12일 : 개교 100주년 행사
- 2016년 9월 1일 : 제29대 이석인 초빙교장(공모제) 부임
- 2017년 2월 10일 : 제85회 졸업식(남 8, 여 5, 총 13명, 누계 4,644명)
- 2017년 3월 1일 : 6학급 편성(남 43, 여 24, 계 67명)

## 참고 자료
- 양도초등학교 - 한국교육학술정보원 학교알리미